# 光剑
光剑在《星際大戰》的世界观中是一种占有举足轻重地位的武器，在有关星战的电影、小说或是游戏中都经常可以见到。在星战的世界观中，光剑的概念即是传统的金属剑身被某种以纯粹能量形式存在的物质所代替，而这种能量可以被凝聚成长度一米左右的剑刃形状，並发出特定颜色的光芒。关于这种能量到底是什么，或许是由于有些媒体的错误宣传，有时人们会誤將这种构成剑身的物质简单理解为激光或其他光束，从而引起一些光剑是否违反物理定律之类的疑问，但事实是星战中任何地方都找不到支持剑身由光构成这一说法的证据，尽管能量这一说法非常含糊。有说法解释这种能量为一团等离子体，受到很强的磁场或其他种类场的作用被束缚成剑的形状。光剑的剑身是由其后的金属剑柄发射出的，剑柄一般来说约长二十至三十厘米，可以根据使用者的个人需要被设计成特定的样式。光剑开关开启和关闭时，以及光剑挥动时都会发出特别的声音。在現實社會，2019年2月，光劍正式成為法國擊劍協會認可的正式運動項目。

## 簡介
按電影拍攝順序，光劍最早的出場無疑是在《星際大戰四部曲：曙光乍現》中，歐比王·肯諾比向盧克·天行者展示他所保存的安納金·天行者的藍色光劍。最初拍攝時盧卡斯試圖用高光束和反射器件等打造“真實的”光劍，但效果不令人滿意，現在看到的光劍在電影中的效果都是後期製作的。在正傳三部曲中，光劍的發光效果採用了轉描機技術，而前傳三部曲後的影視光劍效果則完全是電腦動畫。
光劍在星戰的世界中被認為是絕地的象徵，或者更準確地說，是原力使用者的象徵。在绝地的手中，一把光剑几乎是无敌的。可用来砍穿防爆门或类似敌人。加上原力的使用，绝地可以预测来袭的能量束，甚至将之反弹回射击者身上。西斯作為絕地的對立面也往往使用（但不限於）紅色光劍。能夠熟練地使用光劍被認為需要相當高的技巧和自信力，以及很強的原力感應。很少有非原力使用者能熟悉通曉光劍格鬥，其中的角色最著名的無疑是受過杜庫伯爵指導的格里弗斯將軍。具有“絕地殺手”稱號的格里弗斯將軍可以同時使用四把光劍，殺傷力相當強，但更多的原因是他的半人半機械身體較為容易機械地操縱光劍，這種與原力無關的操縱是否可以等同於一般意義上絕地和西斯的光劍格鬥還很難說。

## 构造
对于每一个绝地而言，打造一把自己的光剑可以算是一种仪式，同时也是绝地训练的一部分。旧共和国时期，Ilum行星的冰穴经常作为绝地学徒首次制作光剑的仪式场所，Ilum所处的Adega太阳系还被用来命名绝地最常用的光剑水晶Adegan又稱“凱伯水晶（Kyber Crystals）”；类似的行星还有丹图因（Dantooine），在丹图因的山洞裏可以找到制造光剑所需要的品质相当高的水晶，这种水晶由有机物与无机物混合构成，对原力有特殊反应，能耐高温高压，虽然数量极其稀少，此水晶是绝地的原力在光剑中流动的载体，但却可以在银河系中的许多地方找到，《星球大战外传：侠盗一号》中的绝地圣地杰达便是凯伯水晶产地之一。按传统程序制造一把光剑通常需要一个月左右的时间，这包括将各个配件组装到一起，确认彼此连接完美，而后通过冥想将自己的原力注入水晶。但有报道说克隆战争期间由于情况急迫等原因，这种程序被大幅缩短，甚至出现两天就可以出产一把光剑的情况。

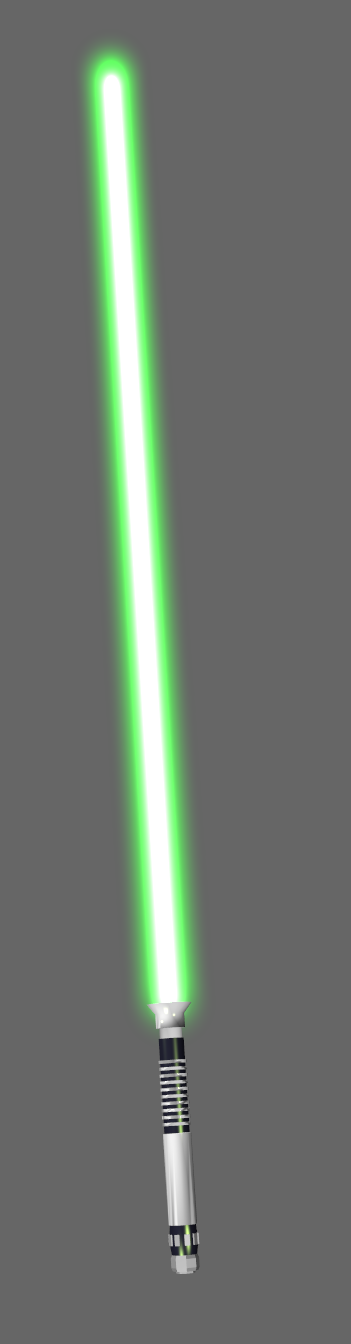
绿色光剑

### 组件
光剑剑柄通常采用金属质地，不过只要合适，其他材料也可以完全替代金属，在《星際大战：克隆人之战》第五季第7集中，机器人教授胡杨曾提到，绝地幼徒武技族冈吉（Gungi）就用布里拉克树（Brylark tree）的枝干制作了自己的光剑剑柄，后者的硬度、韧性均不输于金属，甚至还有人用宝石制作了光剑剑柄。旧共和国时期的绝地并不太在意这些剑柄之间到底有什么区别，因此没有划分类别，只有两种较为特殊的剑柄值得注意：一种由琥珀金（银和金的合金）制成，这种剑柄显出皇家高贵的外观，通常为绝地议会的资深大师所有，已知的拥有者是梅斯·温杜和白卜庭（白卜庭是西斯大帝而非絕地大師，他將自己的光劍柄鍍上琥珀金是為了侮辱絕地，絕地武士團滅亡及登基成為皇帝後，白卜庭才將琥珀金擦走並塗黑）；另一种是曲线的剑柄，这种剑柄是为光剑第二种战型Makashi专用的标准设计，有助于Makashi使用者灵活自如地单手操纵光剑，著名的例子即是杜库伯爵和其手下的黑暗绝地阿萨基·凡翠斯。在舊正史設定中，新共和国建立后，卢克的绝地学院为剑柄按用途作了较细的分类，主要包括Arbiter、Retaliator、Consul、Adept、Praetor、Sentinel、Adjudicator、Defender、Firebrand，这些分类大体上反映了光剑使用者的使用倾向。
剑柄内部安装一系列精细的部件，这些部件主要用于剑刃的发生和定形。光剑内部的高功率能量是通过一个能量环路被输送的，一系列被充入正电荷的聚焦透镜和能量激发器释放出电荷，当这些电荷携带了足够的能量并被释放到能够维持剑刃所需要的长度后，这些电荷沿圆周回到被充入负电荷的环状缝隙中，剩余的能量被一块超导体输送回光剑内部的电源电池中等待下一个周期的释放。光剑内部的基本组件包括：
- 手把（handgrip）
- 起動钉板（activation stud plate）
- 安全开关（safety switch）
- 发射矩阵（emitter matrix）
- 透镜组（lens assembly）
- 电源电池（power cell）
- 电源导管（power conduit）
- 充电插座（recharge socket）
- 一到三块光剑水晶（focusing crystals）

### 光剑水晶
绝地的水晶是心。

原力的水晶是绝地。

心的剑刃是原力。

光剑水晶是光剑中的核心部件，凱伯水晶（Kyber Crystals）是绝地的原力在光剑中流动的载体，水晶的特性会反映到光剑的特性中去，例如颜色和攻击属性，有些较珍贵的水晶甚至可以提升使用者的原力感应。不过，某些并非水晶的特殊矿物也可以集成到光剑中去，这些矿物往往可以提升光剑的效能。
這種水晶僅在「伊冷星」的「破碎湖」湖底才有，且數量極少，重要的是此水晶會感應對應的原力，因此這種水晶會選擇對應的絕地武士，一人只能配對一顆。
绝地在制作光剑时往往挑选那些天然沉积形成的凱伯水晶，因此绝地的光剑呈现出各式各样的色调；而西斯通常采用的是「加工」后的水晶，被注入黑暗原力的水晶往往会发出红色的光芒，例如達斯·魔爾的光剑水晶就是由四块天然凱伯水晶在一个特殊的熔炉裏熔合而成的，并被注入了達斯·魔爾的原力呈现出红色。達斯·魔爾认为这种加工过的水晶纯净不含杂质，是西斯优越于绝地的证明。尽管凯伯水晶可以被人工合成，但是这样产生的水晶极不稳定，容易发生爆炸，因此即便是强大、崇尚黑暗的银河帝国也将之列为禁物，在旧共和国的绝地组织遭到破坏之后，由于皇帝希夫·白卜庭下令將共和国原有的大批凱伯水晶矿拿去加工成死星超級雷射炮的核心部件，有些新绝地也使用了这种人工合成的水晶，例如卢克在欧比旺的小屋里制作的他自己的光剑，他也使用了类似的熔炉来製煉自己的水晶，他將光明面的原力注入水晶后，光剑显出绿色。类似的情况还有舊正史中韓·索羅和莉亚的女儿婕娜·索羅（Jaina Solo）的紫色光剑。光劍水晶還可以經二次「加工」製造，亞蘇卡·譚諾的白色光剑则是经过净化了两块从帝國判官（Inquisitor）光剑里获得的水晶，把它们的颜色由红变白; 個別西斯武士亦會使用由絕地武士手中搶奪的凱伯水晶自行製造紅色光劍: 例如黑武士就在其個人漫畫中顯示了其使用從絕地武士手中搶來的光劍當中获得的水晶並注入自己的黑暗原力讓其「流血」（make kyber crystals "bleed")，他的外孫凱羅·忍墮入原力黑暗面後也採用了類似他外祖父的方法改做自己原本的藍色光劍，而該水晶由於他注入的黑暗原力過於龐大和粗糙甚至出現開裂問題，導致水晶无法有效约束能量，於是只能將其光劍改裝成十字护手光剑彌補上述缺陷。
第三次西斯战争的卢森战役之前，绝地组织流行使用各种各样颜色的光剑，主要有橙色、黄色、绿色、天蓝色、蓝色、紫色、金色、银色，甚至偶尔还有外观上接近西斯的天然红色。光剑的颜色和绝地的职位还有一定关系，这一点可以在视频游戏《旧共和国武士》中看到。但在卢森战役以后，绝地组织逐渐趋向偏好简单的蓝色或绿色，并使用传统的凱伯水晶；少数人如梅斯·温杜使用光剑比较特别。他使用的不是同一般绝地武士使用的天然水晶驱动光剑（crystal lightsaber），而是天然琥珀金-金银合金光剑（Electrum Lightsaber），虽然还是以水晶为动力，但是由于使用的是很少见的Hurikane水晶，并将其包覆在琥珀金外壳之内，所以能激发出特别的紫色光剑剑刃。西斯的水晶都呈加工后的红色，这种水晶能量输出更大，但较天然水晶不稳定，不过对于不太长的战斗这个弱点并不显著。
已知的绝地／西斯使用的光剑颜色如下表（有些人使用过多种不同颜色的光剑，这里取最常使用的为准）：
| 颜色             | 人物 |
| ---------------- | --- |
| 蓝               | 安纳金·天行者、欧比旺·克诺比、普罗·昆（Plo Koon）、艾迪·嘉利娅（Adi Gallia）、基-阿迪-曼迪（Ki-Adi-Mundi）、爱拉·希库拉（Aayla Secura）、西法迪亞斯（Sifo-Dyas）、莎克·蒂(Shaak Ti)、Agen Kolar、Pablo-Jill、巴里斯·歐非（Barriss Offee）、Sora Bulq、Lumas Etima、Roth-Del Masona、凯尔·卡顿（Kyle Katarn）、安纳金·索羅（Anakin Solo）、本·天行者（Ben Skywalker）、Nahdar Vebb、朱汉妮（Juhani）、Kavar、布莱娜（Brianna, the last Handmaiden）、路克·天行者、亞蘇卡·譚諾（星球大戰：克隆人戰爭第七季起，主因是安纳金·天行者以修理武器為由而使其劍刃由綠變藍）、肯南·賈奴斯、艾斯納·包力格（Ezra Bridger）、賈羅、凱爾·克提斯（Cal Kestis）、、芬恩、芮（也有黃色光劍）、格里弗斯將軍（也有綠色光剑）、凱羅·忍（絕地學徒時使用）、 莉亞公主（絕地學徒時使用）、梭爾（Sol） |
| 绿               | 魁刚·金、尤达、卢克·天行者、基特·菲斯托（Kit Fisto）、Saesee Tiin、Coleman Trebor、Bultar Swan、Sharad hett、Joclad Danva、盧米娜拉·昂杜利（Luminara Unduli）、巴里斯·歐非（Barriss Offee）、Stass Allie、奎兰·沃斯（Quinlan Vos）、乔利·宾多（Jolee Bindo）、Vrook Lamar、爱拉·希库拉（Aayla Secura）、亞蘇卡·譚諾、格里弗斯將軍（也有藍色光剑），安納金·天行者（短時期）、艾斯納·包力格（Ezra Bridger，反抗軍起義第三季起）、席兒·朱妲（Cere Junda)、 阿薩基·文翠斯（絕地學徒時使用）、英達拉（Indara）、科納卡（Kelnacca）、Ithia Paan |
| 红               | 達斯·西帝、達斯·魔、達斯·泰拉勒斯、达斯·维达、阿萨基·文翠斯（Asajj Ventress）、薩瓦其（Savage Opress）、迪桑（Desann）、特维安（Tavion）、杰瑞克（Jerec）、艾克撒·昆（Exar Kun）、Vitiate、达斯·玛拉克（Darth Malak）、达斯·班登（Darth Bandon）、达斯·特瑞亚（Darth Traya）、达斯·赛恩（Darth Sion）、达斯·尼赫勒斯（Darth Nihilus）、维萨斯·马尔（Visas Marr）、达斯·贝恩（Darth Bane）、帝國判官們（ The Inquisitorius）、凱羅·忍、瑞文（也有紫色光剑）、以及众多西斯和黑暗绝地 |
| 紫               | 梅斯·温杜、玛拉.捷德.天行者（Mara Jade Skywalker）、婕娜·索羅（Jaina Solo）、Zez-Kai、瑞文（也有紅色光剑）、雯奈絲翠·魯沃（Vernestra Rwoh) |
| 黄绿             | 乌里克·奎卓玛（Ulic Qel-Droma）、诺米·阳骑者（Nomi Sunrider）、亞蘇卡·譚諾（也有綠色光劍） |
| 黄               | 芮、巴斯蒂拉·珊（Bastila Shan）、Arcann、Thexan、絕地聖殿守衛者（Jedi Temple Guard）、 阿薩基·文翠斯（Asajj Ventress） 、約德·方達（Yord Fandar）、托本（Torbin） |
| 洋红             | 维玛·阳骑者（Vima Sunrider） |
| 黄玉色           | 卡丽斯塔·明（Callista Ming） |
| 橙               | Yoshi Raph-Elan、貝蘭·斯科爾（Baylan Skoll）、欣·哈蒂（Shin Hati） |
| 粉               | 希瑞·塔奇 |
| 金               | 洛巴卡（Lowbacca） |
| 银               | Corran Horn、Tera Sinube、亞蘇卡·譚諾（原本的綠色光劍已在被遭誣陷遭追捕時遺失，但後來有被安納金·天行者給找回來並歸還亞蘇卡，在絕地大屠殺時，亞蘇卡把光劍放在自己假的墳墓裡，藉以表明自己並非絕地也並非西斯的身分，反抗軍起義時期） |
| 淡紫（薰衣草色） | 基普·杜荣（Kyp Durron） |
| 淡绿（翡翠色）   | 杰森·索罗（Jacen Solo） |
| 黑               | 塔·維茲拉（Tarre Vizsla，創造者）、Pre Vizsla、達斯·魔（奪自Vizsla的同一把劍）、薩繽·連（Sabine Wren，已放棄）、博-卡坦·克里茲、吉迪恩、丁・賈林 (The Mandalorian 第二季最後擊敗Gideon拿到） |

## 类型
光剑的剑柄通常为20－30厘米长的圆柱体合金，尺寸和设计经常根据使用者的需要发生变化。

### 标准光剑
标准光剑（Standard lightsaber）是最为常见的类型，剑柄长约20－30厘米，可以从一头發射剑刃，剑柄的外观可以根据使用者的需要，进行特殊设计或改装。例如星際大战：反抗军起義中，肯南·賈奴斯为了避免被帝国发现自己的真实身份，而将光剑发射矩阵改成可拆卸式的。

### 双刃光剑
双刃光剑（Double-bladed lightsaber）又被称为剑杖（saberstaff），其剑柄较标准光剑更长，而且可以从两端发出的剑刃，不过有需要的话，也可以只发射一端的刀刃。一些经过特殊设计双刃光剑还可以从中间拆开，作为两把标准光剑使用，又稱分裂光劍；另也有折疊式的版本(如幻影中黑暗面的芮所使用)。

### 曲柄光剑
曲柄光剑（Curved-hilt lightsaber）是专门为像杜库伯爵这样的第二型使用者设计的，其剑柄采用弯曲设计，能让使用者更加灵活地单手操纵光剑，同时不让对手看出自己的攻击方角度。

### 双刃旋转光剑
双刃旋转光剑（Double-bladed spinning lightsaber）是帝国判官所配置的一种大型光剑。这种光剑可以折叠为半圆型，作为标准光剑使用，也可以拆开来，成为让人无从招架的双刃光剑。最特别的是，双刃旋转光剑的发射矩阵可以沿着圆形轨道旋转，形成防御面，甚至能像直升机一样带人飞行。

### 短光剑
短光剑（shoto-type-lightsaber）是一种小型化的光剑，适合像尤达这样身形较小的人使用，同样也是那些采用双手光剑使用者的选择，例如年轻时的亞蘇卡·譚諾。

### 光剑矛
光剑矛（lightsaber pike）又称为矛式光剑，光剑矛是一种更具仪式色彩的武器，通常为那些拥有值得崇高地位的人所选用，比如絕地聖殿守衛(Jedi Temple Guard) 。相比普通的双刃光剑，光剑矛有着更长的剑柄和更短的刀刃，而且这种特殊的光剑还可以像双截棍那样折叠携带。

### 光剑手枪
光剑手枪（lightsaber pistol）是星際大战：反抗军起義中由艾斯納·包利格所发明的一种結合式武器，这种光剑在标准光剑的基础上，加装了一个辅助发射器，可以像普通枪械那样发射等离子束，只是光剑手枪毕竟不是专业远程武器，它发射的等离子束由于不再受到磁场约束，很快便会衰减，因此其的杀伤力不大，射程也极为有限。不过，只要灵活应用，光剑手枪还是可以给敌人造成意料之外的阻碍，例如星際大战：反抗军起義第一季第15集中，肯南·賈奴斯在同大帝国判官决战时灵活切换光剑手枪的攻击模式，成功削弱了帝国裁判官的防御。

### 光剑步槍
光剑步槍（lightsaber rifle）是一种光劍結合步槍的結合式武器，使用方式是，將光劍插入步槍頂部的插槽中。一旦裝上混合式步槍就可以發射具有高度破壞性的強大能量束。而在用作燃料的光劍熔化到無法使用之前，該武器可以發射至少五發子彈，之後步槍就會開始冒煙。它也可以被激活以自毀，用足夠的力量在絕地聖殿的牆上打出一個大洞。

### 伪装光剑
伪装光剑（disguised lightsaber）是外观上经过特殊改装，使之看起来与普通日用品没什么区别的光剑，这种光剑通常为那些需要隐藏身份，或是不愿招惹是非的人所使用。例如絕地武士泰拉·西努贝(Tera Sinube)所使用标准握柄白色剑刃的手杖光剑（canelightsaber），正是典型的伪装光剑的例子（外表看似上了年纪者使用的普通拐杖）；在马拉科隐居时，魔的伪装光剑就和一把破旧拐杖没什么区别，然而拆掉拐杖的杖尖后，余下部分可以变成一把一把双头光剑。

### 十字护手光剑
十字护手光剑（crossguard lightsaber）是一种十分古老的光剑，早在马拉科浩劫（Great Scourge of Malachor）期间，采用这种设计的光剑就已经出现了，《星際大战：反抗军起義》第二季第21集中，艾斯納·包利格就在马拉科古战场遗址上发现了一把还可以使用的绿色十字护手光剑。
十字护手光剑除了剑柄中央的主刃外，还在两侧开除了两个较小的副刃，在两剑相抵时，使用者可以微妙地调整持剑角度，让这些副刃可以给对手造成威胁。第一軍團忍武士團的凱羅·忍同样使用了一把十字护手光剑，然而这样的设计并非出于凱羅·忍的本意，而是因为他所使用的凯伯水晶被其“粗暴改造”而出現裂缝，无法有效约束能量，只能通过加开两个副刃来保持散热，也是因为这个原因，凱羅·忍的光剑剑刃很不稳定，红色等离子体总是处于波动着的状态。

### 训练光剑
训练光剑（training lightsaber）是学徒用剑，虽然他们在结构上和一般的光剑没什么不同，不过训练光剑光剑只能使用永久性地的低功率设置。正如他们的名字所示，训练光剑被用于教学，教授学徒开始如何挥舞光剑。

### 暗剑
暗剑（darksaber）是由第一位加入绝地武士团的曼达洛人——塔·维兹拉铸造的一柄特殊光剑，这把古老的光剑有着特殊的造型和传奇的经历，其剑刃扁平带有弧度，剑头尖锐，外表呈黑色，泛着白光。而其光剑劍柄是由高純度的曼達羅鐵（Mandalorian Iron）所打造。
在曼达羅族的信仰中，凡是在从持有者手中赢得暗剑的人，将赢得各个部落的尊重。在克隆人战争1000年前，暗剑被维兹拉家族的曼达洛人从绝地圣殿中偷走之后他们用这把剑来团结人民并打到反抗他们的人，并一度用这把剑统治了整个曼达洛；这把剑对于维兹拉家族来说是一个重要标志，其他家族也十分敬重它。克隆人战争期间被死神卫首领维兹拉拥有，達斯·魔爾打败他后拥有了它，并且用它对抗师父达斯·西迪厄斯；《星際大战：反抗军起義》第三季中，艾斯納·包利格在達斯·魔爾的住所见到了这把剑，之后被薩繽·連捡到，交给凯南·贾勒斯保管。《星際大战：反抗军起義》第四季中，义军领袖为了扩大实力，极力拉拢曼达洛人。在芬·劳等人的劝说下，薩繽开始接受凯南的训练，学习如何使用暗剑，其后，萨宾回到溫恩部落的领地，并成功击败了试图霸占暗剑的加尔·萨克森，成为暗剑的主人，并赢得溫恩部落所有人的尊重。后来暗剑被交予了莎庭女公爵的妹妹博-卡坦·克里茲，让她受到了许多曼达洛人氏族的支持，在銀河帝國滅亡後、第一軍團出現之前，暗剑又落到吉迪恩這位前銀河帝國統治時期的總督的手中。在曼達洛人丁·賈林前來營救格羅古時，吉迪恩知曉同行的博-卡坦·克里茲欲奪回暗剑，因此用計讓丁·賈林擊敗自己成為暗剑持有者，以挑撥兩人爭奪暗剑的持有權。丁·賈林將其贈送給博-卡坦，但博-卡坦拒絕收下暗劍。
《曼達洛人》第三季中，博-卡坦收下了暗劍，再次成為了曼達洛人的領導者。暗劍後在與吉迪恩總督的戰鬥中被吉迪恩破壞。

## 战型
光剑战型是特定的光剑格斗方式，类似于武术不同的流派。电影中并未提到过这些战型，这些具体的战型主要存在于小说、漫画和電子游戏中并得到认可。每一个绝地／西斯在战斗中都会选取一种或多种合适的光剑战型来操纵光剑，这些战型在名稱、形式上都明顯受到日本劍道的影響，光剑战型因此也带有东方玄学的色彩。它们不只是一套动作，更是一种哲学，这种哲学也可以脱离光剑而单独存在并成为绝地大师们空手战斗的方式。
光剑具有七种基本战型，除了基本的名称外，它们还各有一个解释性的名称，每一种都对应着星战世界中的一种野兽作比喻。很多绝地都会学习多种战型并专精其中的一种，另外格里弗斯将军，作为一个光剑收藏家和可能的爱好者，由于从杜库伯爵那里学到了基本的光剑格斗技能，据杜库评价说格里弗斯已经通晓光劍的全部七种战型。

### 第一型：希-乔（Shii-Cho）
- 解释性名称：基本型（Determination）
- 野兽对应：Sarlacc，《星際大戰六部曲：絕地大反攻》中赫特族賈霸想要用来处决路克和韩的沙漠怪兽
- Shii-Cho是光剑战型中最古老的类型，也是光剑格斗的基本型，古老的绝地大师们从最基本的剑术中开发出的光剑格斗形式。即使追溯至雅汶战役前四千年之久的绝地内战时期，柯瑞亚仍把它称作是最简单的光剑战型[注 8]，同时简单性和多用性也是Shii-Cho的优点。正因如此，Shii-Cho是绝地学徒们在学习中最早接触的战型，在《星際大戰二部曲：複製人全面進攻》裏描述的，尤达向绝地幼徒们教授的正是这种战型。
- 代表人物有绝地大师奇特·費斯托（Kit Fisto）[12]，在複製人战争中同时和多个对手作战使用Shii-Cho就很有利。但对于单独作战的对手，例如更强大的达斯·西帝，Shii-Cho则容易暴露其弱点：它更倾向于打垮对手使其武器不能操纵，而并非直接杀死对手。欧比旺评价这种战型为野性，威力强大但不精湛，但欧比旺本人因為師父魁剛·金的訓練而受到第一型较深的影响[13]。

### 第二型：玛卡希（Makashi）
- 解释性名称：争斗型（Contention）
- 野兽对应：伊薩拉密蜥（Ysalamir），是一种对原力有一定免疫的树栖蜥蜴，居住於摩克星
- Makashi，是由Shii-Cho衍生出的第一种光剑对光剑的格斗战型，也许起源于古代西斯和黑暗绝地用来对付绝地武士所开发出的手段。Makashi的特点是高雅、简洁、威力强大，攻击和防御都只消耗自己尽可能少的体力，往往采用单手握剑的方式以获得高速和更大的活动范围[13]。与其他战型的基本动作是大幅的削砍和阻挡不同，Makashi只包含回避、刺和切这些微妙的基本动作，用来抵御Shii-Cho这种专门针对破坏对手战斗力的进攻方式。
- 代表人物如前绝地大师、西斯領主杜库伯爵，在《星際大戰二部曲：複製人全面進攻》中，杜库伯爵开启光剑准备进攻尤达时摆出的光剑斜下姿势就是所谓“Makashi行礼”。旧共和国早期连年的西斯战争和绝地内战，这使得很多绝地武士使用Makashi来对付西斯；但其后在克隆战争时期，由于绝地议会认为西斯已经灭绝近千年，很多绝地并不熟悉光剑对光剑的格斗，而只有如莎克·蒂(Shaak Ti)等较少数的绝地武士专精于Makashi[14]，这也造成了杜库伯爵和格里弗斯将军在光剑格斗中能取得明显优势。高雅、对胜利的自信（或者自大）是Makashi使用者的特点，如杜库伯爵；Makashi的弱点是过度依赖速度而忽略了力量，第五型等更具有攻击性的战型开发之后Makashi这一弱点就很明显[13]，所以安納金成功使用第五型擊敗使用第二型的杜库伯爵。另外，Makashi原意是應付單一對手，不善於應付多重對手。

### 第三型：索雷苏（Soresu）
- 解释性名称：防禦型（Resilience）
- 野兽对应：Mynock，《星際大戰五部曲：帝國大反擊》中千年鷹号在怪兽体内见到的成群的蝙蝠
- 第三型Soresu起源于绝地使用光剑对爆能枪射击的防御，特别是有多个对手时，用光剑去反射对方的攻击总不会错。逐渐这种战型进化成一种注重防御的战型，即尽可能减少对手对自己的攻击机会。Soresu的哲学是以静制动，如同将自己置身于一个台风眼中，集中精力不受周围的干扰。
- 代表人物如绝地大师欧比旺·肯諾比，至少是在克隆战争时期，欧比旺是最著名的精通Soresu的大师，他有能力用光剑抵御少于每秒二十次的爆能枪攻击[13]。欧比旺的光剑格斗总是等待对手先出击并凭借自己出色的防御不给对方机会，同时设下圈套等待着对方的破绽。梅斯·温杜甚至发现与其他战型不同，欧比旺操纵下的Soresu并不对应着某一突出的弱点。欧比旺在与格里弗斯将军的战斗中依次躲避了四把光剑的同时进攻，并将它们一一摧毁；以及其后与墮入黑暗的安納金·天行者之間的持久战，欧比旺都采用了以静制动的战术找出了对方的破绽。如真要深入探討出Soresu的弱點，那就是雙方战斗时间往往会拖得較長[注 8]，这期间要求精神高度集中，以及如何考量环境向对手设下圈套也是需要思考的问题。Soresu也是很多绝地采用的战型，在經常需要對付大批機器人軍團的複製人战争時期，此戰型往往能有效抵擋敵方炮火以大幅提高其生存率。

### 第四型：阿塔鲁（Ataru）
- 解释性名称：速度型（Aggression）
- 野兽对应：Hawk-Bat，一种巨大的凶猛的蝙蝠
- Ataru的出现至少可以追溯到曼德罗林战争之前[注 8]，是一种典型的步调快的进攻性战型，非常具有侵略性，通常只在近身对付单一对手时采用[注 8]。一般认为这种步调的灵活性要求使用者具备优秀的原力感应，原力越高使用技巧越強[15]，但这种灵活性在狭窄空间中往往会受到限制，这也就成了Ataru的弱点。同时Ataru使用者以原力灌注於身體產生極大的爆發力，代表也比较消耗体力，不太适合持久战。尽管不太适合对付太多的机器人，魁刚·金和欧比旺·克诺比在纳布战役时仍然经常使用Ataru，直到他们最后在希德宫殿内遭遇达斯魔，狭小的空间和势均力敌的漫长战斗使魁刚逐渐暴露了Ataru的弱点，欧比旺随后果断地放弃了这种战型而采用了Soresu並擊敗達斯魔。
- 代表人物像是绝地宗师尤达，作为最精通Ataru的大师，凭借自己优秀的原力感应，在几乎每一场战斗中都会使用这种战型，配合自己较小的身形，Ataru的灵活性更加明显，同时也弥补了身材矮小这一不足。安纳金在学徒时期也曾选择了Ataru作为自己的主要方向，因为这比较符合他豪放富于进攻性的个性，但逐渐地他把这些性格投入了攻守更平衡的第五型，不过在技巧上仍然带有Ataru的特征[16]。

### 第五型：希恩／德杰姆·索（Shien/Djem So）
- 解释性名称：均衡型（Perseverance）
- 野兽对应：奎特龍（Krayt Dragon），塔图因沙漠中生活的巨大毒龙，《星際大戰四部曲：曙光乍現》中欧比旺曾模仿其叫声吓退塔斯肯袭击者
- 有些第三型的使用者对过分注重防御等待机会的持久战型并不满意，于是第五型Shien被开发出来达到攻守兼备的效果。同样是用光剑来防御激光枪的射击，第三型的思想是把它们弹开就可以了，而第五型则考虑如何用弹开的激光向对手反击。Djem So作为Shien的变种，防御对象由激光枪变成了光剑，但道理同样都是利用对方的攻击来反击对方。第五型是第三型更倾向反击并压制对手的版本，并融合了第二型的精湛技巧。使用Shien/Djem So战斗时注意力完全集中在对手上，所以對於身体力量的要求也很高，可以说第五型乃是一种用壓倒性的攻擊力把对手給擊倒的战型[11]。Shien使用者的弱点是不太善于光剑对光剑[注 8]，而Djem So则略微欠缺灵活性[13]。
- 代表人物如前绝地武士、西斯領主安納金·天行者/达斯·维达，安纳金从吉西斯战役开始，在複製人战争中不断完善自己的Shien和Djem So，且也混合了Soresu和Ataru的技巧。雖然安納金在吉诺西斯星戰役上使用Shien败给了杜库，但在最终的科洛桑星战役中則使出Djem So技巧而完全擊敗後者。其後安納金墮入黑暗面成為达斯·维达，並强化了第五型中闪躲和转向反击等动作将其发挥到极致[17]，在晚年時期也結合了Makashi的技巧鞏固其閃避、反击等动作彌補了嚴重受傷而只能依賴機械肢體所導致的活動性大幅下降的問題。但讽刺的是，作为欧比旺和尤达的学生，卢克反而采用的是第五型来对抗他自己的父亲（欧比旺善用第三型的Soresu，尤达善用第四型的Ataru）。在贝斯平与维达的战斗中，卢克证明了自己具有光剑格斗的超常天赋，他能够在实战中学到维达的战术，这是一种本能模仿并加以还击的戰鬥技巧。舊正史中，凱爾·卡特恩(Kyle Katarn)亦屬第五型(且持續之前第一型、第四型的形式)的大師，到了後期他於自己的光劍戰型中開始混合其他戰型技巧成為獨樹一格的絕地劍術大師[注 9][18][19]，這在新共和時期對抗Tavion和Desann時非常明顯。[20]

### 第六型：尼曼（Niman）
- 解释性名称：中庸型（Moderation）
- 野兽对应：龍戈獸（Rancor），《星際大戰六部曲：絕地大反攻》中可以看到的赫特人贾巴饲养的地牢怪兽
- Niman是从複製人战争之前到银河帝国崛起这段时间内最正统的战型，所谓正统是因为从技术上看Niman没有明显的优点也没有明显的缺点，采取的是那么一种中庸之道。Niman有时被略带讽刺意味地称作“外交战型”，因为它的风格和训练难度更适合那些用更多时间讨论政治、谈判化解矛盾的绝地外交官使用，而不是专注于光剑格斗的武士。Niman的哲学是追求光剑攻防的均衡，好比是原力风中的一片落叶，随风摆动但保持平衡；也相當於一種心法，重點在於搭配其他光劍或原力的戰鬥技巧，如並用雙頭/雙持光劍或原力技能，熟悉其他戰型與原力技巧的使用者，才能將第六型發揮至實戰中。
- 因此，代表人物中没有只专精第六型的大师，第六型可謂易學難精，如很多只受過第六型訓練的绝地武士都在吉诺西斯战役中阵亡了[11]；但熟悉其他戰型的絕地或西斯，則能在戰鬥中穿插第六型的技巧以對抗強敵，这也说明了純粹的第六型是一种并不太适合激烈实战的战型。金·德拉利格(Cin Drallig)是一名掌握第一型至第六型的绝地大师，尤其以向绝地学徒们教授第六型著称，但面对第五型的大师达斯·维达，未達精通程度的第六型显得是如此不堪一击。

### 第七型：朱尤（Juyo）／瓦帕德（Vaapad）
- 解释性名称：狂暴型（Ferocity）
- 野兽对应：Vornskr，是一种凶猛的犬类动物，能够使用感覺原力捕捉猎物
- Juyo，由于狂暴且并不完备，几千年来从未被绝地或西斯视作一种重要的战型，比起戰型更像一種心法，黑暗面的風格明顯違背絕地教義，更像是西斯著重的肢體戰鬥。绝地大师梅斯·温杜曾说，我发明了Vaapad，是因为它将我内心的黑暗面传递到外界并成为光明的武器。Vaapad是温杜给自己发展的第七型起的绰号，来源于Sarapin行星上一种狂躁迅猛的水生动物的名字。第七型的难度是所有战型裏最高的，它要求高度的技巧和集中力，并且需要掌握其他战型之后才能领悟；更不可预料的是，使用Vaapad要求使用者去享受格斗带来的快意，这就意味着使用者需要反利用黑暗原力去反制黑暗原力的對手。这些要求无疑和正统的绝地思想相抵触，温杜说，是否会因为对战斗的渴望而堕入黑暗面，这是Vaapad的终极考验。
- 可以说真正掌握第七型的绝地只有魅使·温杜，绝地大师Sora Bulq曾帮助温杜发展了Vaapad，但由于他实在难以控制第七型中流动的黑暗原力，加上受到深解黑暗原力的墮落成西斯領主之一的前絕地大師杜庫伯爵影響，最终堕入了黑暗面；[21]而温杜的學生Depa Billaba亦差點被此戰型的黑暗原力副作用反噬。格里弗斯将军和温杜交手后曾学得一些第七型的技巧，但由于缺乏原力感应他无法真正学会。
- 能够完全掌握Juyo的如摩尔，这个充满了复仇情绪的前西斯戰士，表面的平静掩饰不住他内心的仇恨，这也是他利用自己的黑暗面击败了魁刚，並與歐比王等高手一再交手的最好印证。与其他战型比较，Vaapad不像Ataru那样悦目，而更接近第五型受到情绪和身体素质的影响，但比第五型的优越之处在于，Vaapad使用者一旦可以控制住自己的情绪，它将带来超常的力量。

### 雙持光劍戰型
- Jar'Kai型
- Jar'Kai是絕地或西斯雙持使用兩把光劍或雙頭光劍決鬥和同時運用上述七種劍型的能力。

## 弱點
光劍並非能將宇宙所有的物質切割 ，如下：
- 一種名為Cortosis的金屬，光劍劍刃一觸碰它就會暫時熄滅，而且抗爆能槍彈的性能很強，因此用此金屬精製而成的刀刃也讓部分毫無原力的人具備有限對抗精通光劍的高手之機會，不過這種金屬在銀河中非常罕見，而且沒有精練的時候對光劍和爆能槍毫無防禦力；複製人戰爭中分離主義軍拿這些金屬來製造戰鬥機械人的部分裝甲。之後共和國軍也拿這些金屬來製造合金盾牌
- Beskar，又名曼達洛鐵（Mandalorian Iron），曼達洛人特製的裝甲鋼材，擁有高強的能量及物理攻擊的抵抗力，因此具備比Cortosis相似但更為強大的光劍攻擊抵抗力(Cortosis在精製後能夠讓光劍在觸碰它時暫時熄滅，Beskar在精製後可以長時間與光劍對碰而只會出現金屬大幅加熱而變紅的狀態，一旦脫離光劍就會極速恢復)，並擁有與其同等甚至更上的抗爆槍彈性能；因此成為整個曼達洛人種族製造盔甲、近戰武器和特殊用具的首選。
- 光劍一遇水就會變短，浸在水中都不能出鞘，不過絕地大師Kit Fisto發明了能在水中使用的光劍，使之後的光劍都能在水中出鞘和不會變短。
- 光劍也很難斬傷任何皮膚厚重的生物，例如澤洛獸（Zillo Beast）。
- 光劍也不能穿透電磁性物質：在《星際大戰三部曲：西斯大帝的復仇》中，格里弗斯將軍與他的屬下曾使用過一種名為電杖（Electrostaff）的武器，該武器可在首尾兩端產生電磁脈衝形成一種力場，能隔絕光劍的斬擊；而在《星際大戰七部曲：原力覺醒》裡，第一軍團風暴兵所使用的Z6防暴警棍（Z6 Riot Control Baton）來對付手持光劍的芬恩，該警棍也採用了同樣的原理，兩者都是開發用來讓非原力使用者可以對抗光劍的近戰武器；而原力閃電能纏繞光劍亦採用了類似道理，如白卜庭成功利用此技能纏繞魅使·雲度和芮的光劍。
- 在已被歸類為傳說系列，即舊正史設定的星際大戰小說中，於新共和國時期出現過來自另一個銀河系的種族遇戰瘋人（Yuuzhan Vong），他們使用的生物技術製造出的刺蛇杖（Amphistaff）具有超高速的再生能力，表面上看來就像是能抵擋光劍的斬擊，事實上是其再生速度超過了光劍對其的傷害，讓遇戰瘋人可以和新生代的絕地武士一戰。

## 幕后

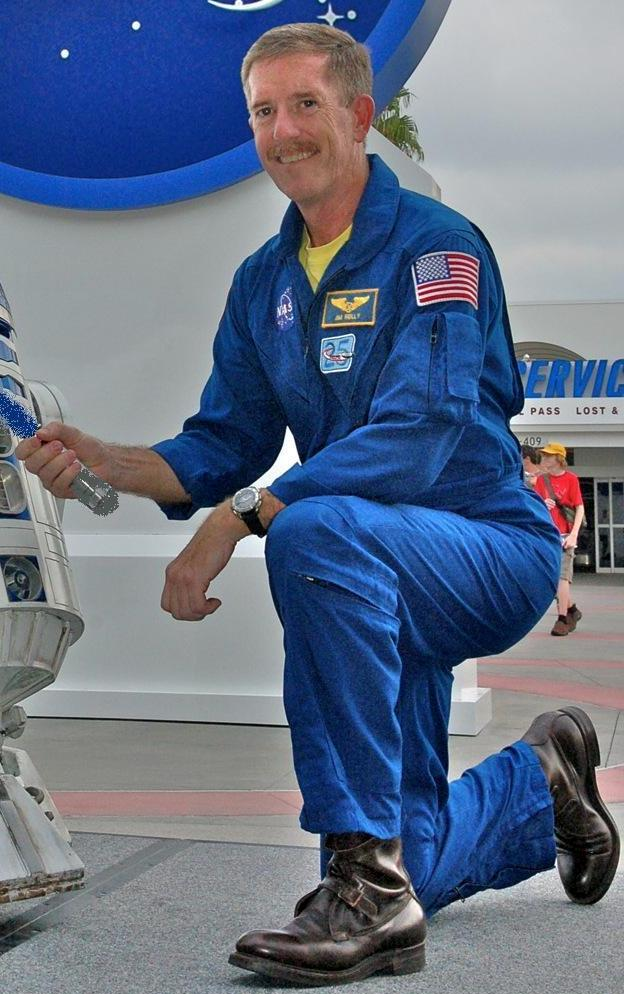
2007年，美國太空人詹姆斯·莱利將卢克·天行者的光剑送上了发现号航天飞机

- 在星战电影的早期概念中，光剑并非是绝地和西斯的专利，相反它被构想成在帝国军和叛军中都相当普遍的一种武器。卢卡斯后来才把它限制成今天的样子，为的是使光剑显出一种特殊的神秘感。
- 1974年的早期草稿“星球大战”中，光剑被叫做lasersword，这个名称其后被改成现在的lightsaber。但在《星際大戰首部曲：威脅潛伏》中，幼年的安纳金·天行者的确曾用lasersword来称呼魁刚·金的光剑。
- 《星際大戰六部曲：絕地大反攻》中，卢克起初手持的仍然是一把蓝色光剑，由于光剑的视觉效果和背景中沙漠的蓝天不协调，光剑的颜色被换成绿色，这成为绿色光剑（甚至其他颜色的光剑）的由来。
- 光剑能做光源使用吗？这一点在经典三部曲和前传三部曲後的影視作品中存在矛盾：在《星際大戰六部曲：絕地大反攻》中卢克和维达在黑暗的背景中格斗，光剑是照不亮周围的(因劍刃為轉描，未附帶光照效果)；而在《星際大戰二部曲：複製人全面進攻》中，安纳金和杜库也在类似的黑暗背景裏，光剑映亮了安纳金的脸。而在动画《克隆人战争》里，安纳金和歐比王在山洞里搜寻杜库伯爵时，特意使用光剑照明。
- 关于光剑的剑刃是等离子体的说法，美国电视的历史频道曾做过一期叫“星战技术”（Star Wars Tech）的特别节目，其中的科学家认为等离子如果要达到能够切割金属或者石块等物质的硬度，至少需要达到大约两亿度的高温，这比地球上存在的最高温度还要高十倍。如果是比较冷的等离子体，像电影中所表现出来的那样，等离子将缺乏足够的能量，结果是只能绕过物体并有可能引发燃烧。当然，在星战的世界中，我们姑且可以认为光剑还基于了我们的文明之外的技术。
- 为纪念《星球大战》上映三十周年，美国国家航空航天局在2007年将卢克·天行者的扮演者马克·汉米尔在《星球大战VI：绝地归来》中使用的光剑道具载上了发现号航天飞机，发现号在其执行的STS-120任务中将光剑道具带到了国际空间站并送回地面。
- 魅使·雲度所持有的紫色光劍是山繆·傑克森向盧卡斯提出的個人要求，這樣可以使這個角色在電影中顯得與眾不同並引人注目。

## 其他故事
光劍也常被《星球大戰》以外的作品借用，最常見的是机动战士GUNDAM系列，基本上每台机器人至少會佩帶一把光劍作為近戰武器（一般統稱「光束軍刀」），用法為劈砍、贯穿敵方目標，或如極少數特殊駕駛員般阻擋光束步槍射擊。不過鋼彈光劍的劍刃部分是由虛構的米諾夫斯基粒子先形成電漿，加上電磁場限制所形成，並非注入能量的水晶體。除此之外，光劍亦在著名小說家史蒂芬·金的長篇小說黑塔中出現，在黑塔第五部作品《卡拉之狼》中，由機械人化身的狼也是帶著光劍為武器。
其他例子：假面骑士系列中的RX可以從腰帶中抽出光劍解決敵人、洛克人X系列中的傑洛也是在背後拿出光劍進行戰鬥(整個洛克人系列也出現過各類不同樣式的光劍)、刀劍神域中VR遊戲"Gun Gale Online"中也存在光劍作為武器。